# قيادة حرس الحدود (إيران)
قيادة حرس الحدود (بالفارسية: فرماندهی مرزبانی جمهوری اسلامی ایران)، هي قسم فرعي من قوة إنفاذ القانون في إيران وهي الوكالة الإيرانية الوحيدة التي تؤدي مهام حرس الحدود والرقابة الحدودية للحدود البرية، وواجبات خفر السواحل على الحدود البحرية. تأسست الوحدة عام 2000. بين عامي 1991 و2000، كانت مراقبة الحدود من مسؤولية نائب الأمن في قوة إنفاذ القانون. وقبل عام 1991، كانت مراقبة الحدود من مسؤولية قوات الدرك.